# Девушки на берегу Сены (лето)
Девушки на берегу Сены (лето) (фр. Les Demoiselles des bords de la Seine (été)) — картина французского художника Гюстава Курбе. Написана в конце 1856 — начале 1857 года и подарена жюри Парижского салона. Салон выставил картину 15 июня 1857 года в числе 5 картин художника. Картину выкупил покровитель Курбе Этьен Бодри, потом она перешла к дочери художника Жюльетт, которая подарила её государству в 1906 году. Сейчас она хранится в Малом дворце в Париже. Эскизная копия картины хранится в Национальной галерее в Лондоне. Кроме того, существуют различные небольшие подготовительные картины, представляющие портреты одной или другой женщины.
Работа, уникальная своим современным сюжетом и необычным большим форматом для жанровой сцены, нарушила правила искусства своего времени. Курбе сознательно спровоцировал скандал, выставив ее на Парижском салоне 1857 года.

## Описание
На картине изображены две молодые женщины, которые летом после прогулки в лодке на Сене, уставшие легли отдыхать на берегу реки в тени деревьев. Одна из них спит. Другая, подперев голову рукой, о чём-то размышляет.
На переднем плане — девушка в белом платье с узорами. Она лежит на животе, её голова лежит на ткани. Глаза наполовину закрыты. Вторая женщина одета в красное платье с букетом цветов; её голова, накрытая шляпой. Девушка смотрит вдаль на реку. Справа, у подножия дерева, лежит шляпа с цветами. На заднем плане изображена река Сена; в верхнем левом углу видно её другой берег. Неподалёку девушек пришвартована лодка. Девушки отдыхают под тремя дубами.